# Sphaerostephanos mengenianus
Sphaerostephanos mengenianus är en kärrbräkenväxtart som beskrevs av Holtt. Sphaerostephanos mengenianus ingår i släktet Sphaerostephanos och familjen Thelypteridaceae. Inga underarter finns listade.